# 鼓岬
鼓岬（promontory of the tympanic cavity），又稱耳蝸岬（cochlear promontory），是位于中耳的鼓室壁上的一個中空突起，由耳蝸第一圈延伸部分所構成。
鼓岬位於卵圓窗以及圆窗之間，表面佈有許多小溝槽，讓鼓室神經叢經過。

## 其他圖像

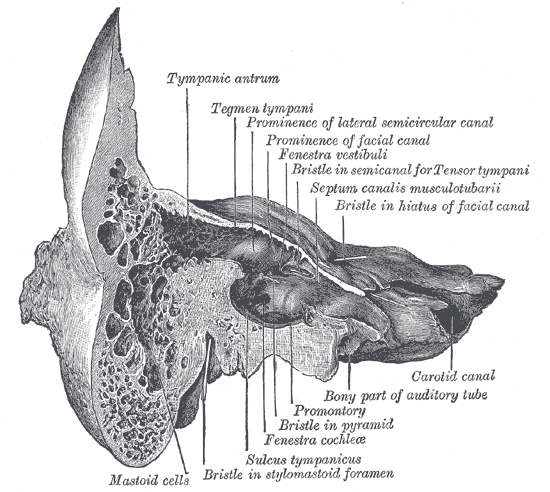
Coronal section of right temporal bone.
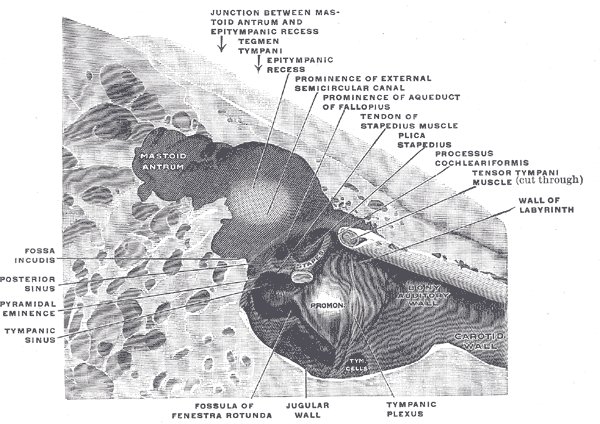
The medial wall and part of the posterior and anterior walls of the right tympanic cavity, lateral view.

## 外部連結
- （英文）lesson3 在韦斯利诺曼的解剖课上（乔治城大学）